# Annamalaiyar

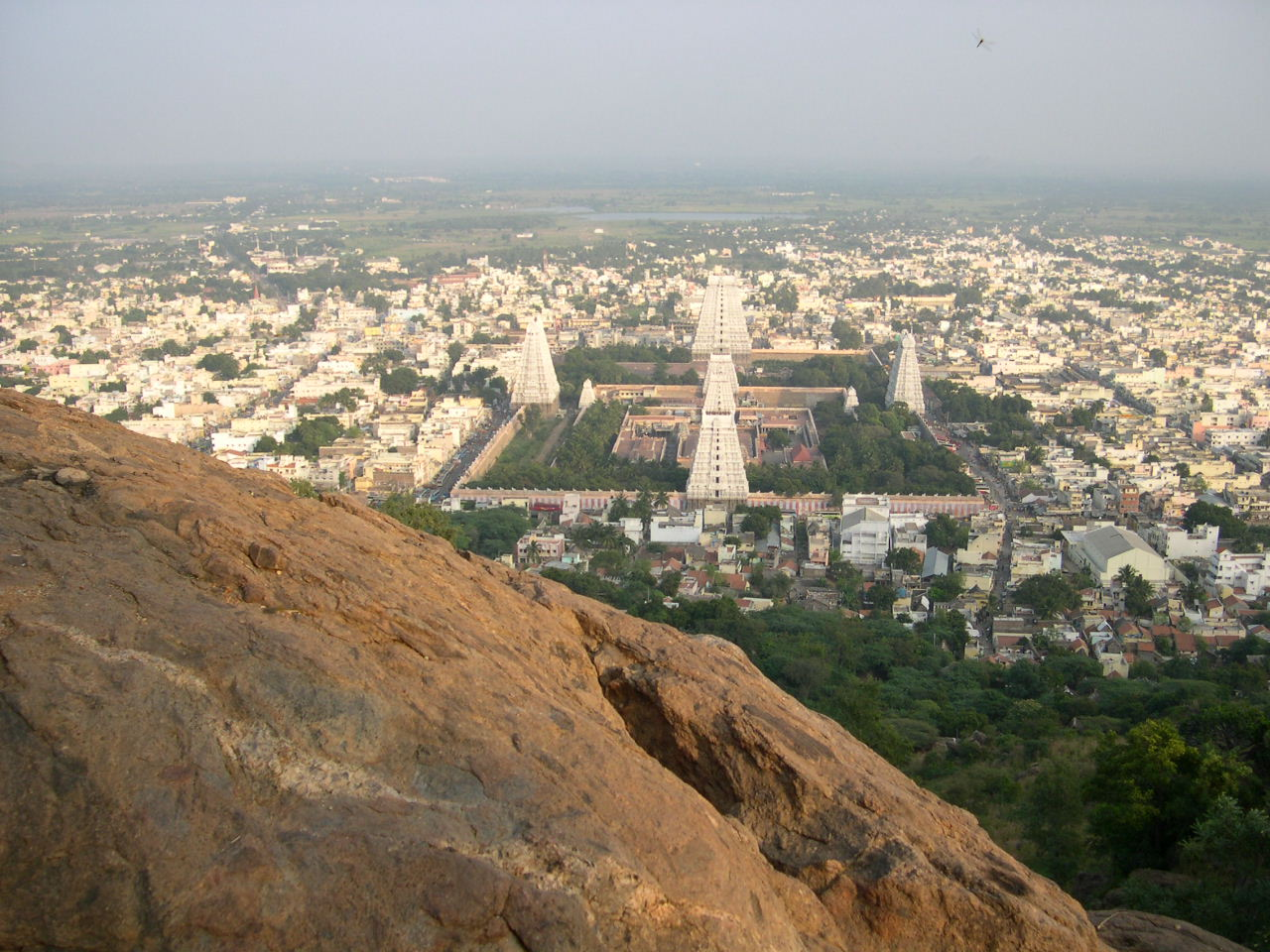
Templo de Annamalaiyar.

El templo de Annamalaiyar (Arunachalesvara en sánscrito) es un templo hinduista dedicado al dios Shiva. Está situado en la base de la colina de Annamalai, cerca del pueblo de Tiruvannamalai, en el estado Tamil Nadu (India). Es el santuario del dios Annmalaiyar o Arunachaléswar (Shiva adorado como un lingam de Shiva y de Unnamalaiyaal Parvati).
Está considerado uno de los pancha bhuta sthalam, uno de los cinco grandes templos asociados a los cinco elementos básicos en el hinduismo saivita, en este caso, el fuego o agni. Los otros cuatro son Tiruvanaikaval Jambukeswara (agua), Chindabaram Natarajar (cielo), Kanchi Ekambareswara (tierra) y Kalahasti Nathar (viento).
Shiva es adorado como Arunachalesvara o Annamalaiyar y está representado por un lingam, y su ídolo se conoce como Agni lingam. Su consorte Parvati es representada como Unnamalai Amman. La deidad que preside es venerada en una obra canónica Tamil Saiva, el Tevaram, escrito por santos poetas tamiles conocidos como los Nayanars y clasificados como Paadal Petra Sthalam. El santo poeta Shaiva Manikkavacakar compuso aquí el Tiruvempavai.
El complejo del templo cubre 10 hectáreas y es uno de los más grandes de la India. Alberga cuatro torres de entrada conocidas como gopurams. La más alta es la torre oriental, con 11 pisos y una altura de 66 metros (217 pies), lo que la convierte en una de las torres de templo más altas de la India, construida por Sevappa Nayakar (dinastía Nayakar). El templo tiene numerosos santuarios, siendo los de Arunachalesvara y Unnamalai los más destacados. El complejo del templo alberga muchas salas; la más notable es la sala de mil pilares, construida durante la dinastía Vijayanagara.
La estructura de mampostería actual se construyó durante la dinastía Chola, mientras que las ampliaciones posteriores se atribuyen a los gobernantes Vijayanagara de la dinastía Sangama (1336-1485 d. C.), la dinastía Saluva y la dinastía Tuluva (1491-1570 d. C.). El templo es mantenido y administrado por el Departamento de Dotaciones Benéficas y Religiosas Hindúes del Gobierno de Tamil Nadu.
El templo tiene seis rituales diarios en distintos horarios desde las cinco y media de la mañana hasta las diez de la noche, y celebra doce festivales anuales en su calendario. El festival Karthika Deepam se celebra durante el día de luna llena entre noviembre y diciembre, y se enciende un enorme faro en la cima de la colina. Se puede ver a kilómetros de distancia y simboliza el lingam de fuego de Shiva que se une al cielo. Tres millones de peregrinos presencian el evento. El día anterior a cada luna llena, los peregrinos recorren la base del templo y las colinas de Arunachala en un culto llamado Girivalam, una práctica que realizan un millón de peregrinos cada año.